# 菊乃らん
菊乃 らん（きくの らん、2000年12月25日 - ）は、日本のAV女優。ティーパワーズ所属。

## 経歴
女性専用のエステサロンで働くエステティシャンという触れ込みで『女性専用のエステサロンで働くHcup巨乳エステティシャンAVデビュー!!』（OPPAI）で2023年3月21日にデビュー。
5月2日、Fitch専属となる。
2024年3月のBookMate月間女優ランキングで24位を記録。
2025年放送のアニメ『デキちゃうまで婚』（TOKYOMX、BS11などで放送）では実写イメージビジュアルを担当。片瀬絢乃役を務めた。

## 人物
趣味は料理、散歩、サウナ。
特技はバレエ。バレエ仕込みの軟体のため、アクロバットなポージングもできる。

## アダルトDVD
- 女性専用のエステサロンで働くHcup巨乳エステティシャンAVデビュー!!(3月21日、OPPAI)

- 一般人には手の届かないルックス・性格・サービス全てを兼ね備えた Hcupグラマラスボディのパーフェクト愛人を平社員の僕が社長のおこぼれで一日貸してもらったら…(4月18日、E-BODY)

- 美しい人妻のねっとり甘い接吻と高級ランジェリーSEX 田舎育ちの僕を誘惑する都会暮らしの叔父の妻(5月2日、Fitch)

- オマ○コで精子をごっくん！！ 長身巨乳レースクイーンの完全着衣ファック(7月4日、Fitch)

- 出張先の旅館でまさかの相部屋！大嫌いな上司に死ぬほどイカされて… ～女体調教を熟知した絶倫部長編～（9月19日、Fitch）

- 童貞筆おろし撮影のはずが…まさかの逆転！超絶倫男に追われてハメられまくり追撃爆乳イキ（10月17日、Fitch）

- 串刺し種付け追姦レ●プ 密室で汁まみれになり救いを求める銀座の高級クラブホステス（12月5日、Fitch）

- 「先っぽ3cmだけ貸して」社長の愛人の強引な要求に耐え切れず…デカ尻騎乗位に発展し中出し！！（1月2日、Fitch）

- 爆乳セレブ痴女に見つめられて犯●れたい（2月6日、Fitch）

- 実写版！新、僕の妻と巨根の元AV男優部長 ～真面目な妻がナゼここまで変えられたのか～（3月5日、Fitch）

- 巨乳美女のスローハンド最高級メンズエステ 睾丸いっぱいに精子を溜められ爆射精（4月2日、Fitch）

- Fitch専属女優限定！激シコBODYとエグイ淫語で最高射精に導く究極主観センズリサポート（5月7日、Fitch）

- 悪魔の淫語と天使の淫語！長身W痴女教師の逆3Pサンドイッチ！ 菊乃らん 透美かなた（6月4日、Fitch）

- 究極のフェラチオ！！男性器をおクチ診療するバキューム吸引クリニック（7月2日、Fitch）

- 上下のオクチで連続ごっくん！爆乳密着舐め回しソープ（8月6日、Fitch）

- 麻縄解禁！若い巨乳未亡人を縛り上げる油緊縛 叔父の淫靡な調教（9月3日、Fitch）

- 無言痴女 静寂に響く吐息と粘液音 菊乃らん（1月7日、Fitch）[5]
- 夏の田舎は死ぬほど退屈で…無防備なデカ乳で誘惑する汗だく巨乳妻の下品な童貞喰い 菊乃らん（2月4日、	Fitch）
- オヤジ輪●！！媚薬濃縮ザーメン中出し25連発NTR 自慢の巨乳妻が移住先で媚薬で狂った村人達に犯●れていたなんて…。 菊乃らん（4月1日、Fitch）
- 死ぬほどシコれる卑猥なドスケベ肉感ポーズ 貴方に向かって淫語を連発する巨乳美女編 菊乃らん（5月6日、Fitch）[2]